# Šídlovský rybník
Šídlovský rybník, zvaný též Šidlovský rybník, Šídlovák, dříve označován jako Šídlo, je součástí rybniční soustavy na Boleveckém potoce na severním okraji města Plzně. Kromě Boleveckého potoka je rybník napájen další bezejmennou vodotečí od sídliště Košutka. Vznikl po roce 1460 při zakládání soustavy a byl údajně pojmenován podle tzv. Šídlovského statku čp. 14 v Bolevci (respektive podle jeho majitele Šídla), k němuž patrně pozemky původně patřily. Byl používán jako třecí a komorový rybník k přezimování plemenných ryb a kapřího plůdku, v současnosti slouží především k rekreaci. V roce 2005 byla dokončena obnova rybníka, která zahrnovala odbahnění, vytvoření písečné pláže na severním břehu, nové vypouštěcí zařízení, úzkou asfaltovou silnici na hrázi a vyzdění bezpečnostního přelivu v jihovýchodním rohu rybníka.
Pláže a dno rybníka jsou písčité, vodní hladinu těsně obklopují borové lesy. U rybníka začíná okružní Sigmondova naučná stezka seznamující návštěvníky s řadou zajímavostí v okolí. Nedaleko od hráze se nalézá rybník Nováček.

## Ozdravovna pro děti
Při severním břehu Šídlovského rybníka bývalo deputátní pole, které patřívalo k nedaleké hájovně Dostálce. V roce 1922 zřídila poradna „Našim dětem“, na tomto pozemku ozdravovnu pro děti ohrožené tuberkulózou. První rok byla provozována ve stanu amerického typu, který věnoval Americký Červený kříž. Následujícího roku byla podle návrhu architekta Hanuše Zápala postavena dřevěná ústřední budova s kuchyní, kanceláří a umývárnami, k níž byly vždy v létě po stranách přistavovány dva stany. Toto provizorní uspořádání mělo být ve 30. letech nahrazeno stavbou nové velké ozdravovny, ale nakonec byly stany v letech 1939–1941  nahrazeny provizorně přistavěnými dřevěnými pavilony s ložnicemi a jídelnami. Výstavbu provedla firma Josefa Kondra z Bolevce. 
Při náletech spojeneckých vojsk na Plzeň za II. světové války byla ozdravovna poškozena. Po válce sloužila pro letní pobyty dětí z plzeňských mateřských škol. V 50. letech byla původní dřevěná ústřední budova nahrazena zděnou stavbou. V následujících desetiletích však ozdravovna chátrala. Během přestavby v 90. letech vyhořela a v závěru roku 1997 byla nakonec zbořena.

## Základní údaje
Údaje z roku 1999.
| Rozloha          | 3,0 ha      |
| Objem rybníka    | 29 486 m³   |
| Nadmořská výška  | ~348 m      |
| Plocha povodí    | 3,27 km²    |
| Lesnatost povodí | 95 %        |
| 355denní voda    | 0,0005 m³/s |
| Stoletá voda     | 10,9 m³/s   |

## Fotogalerie

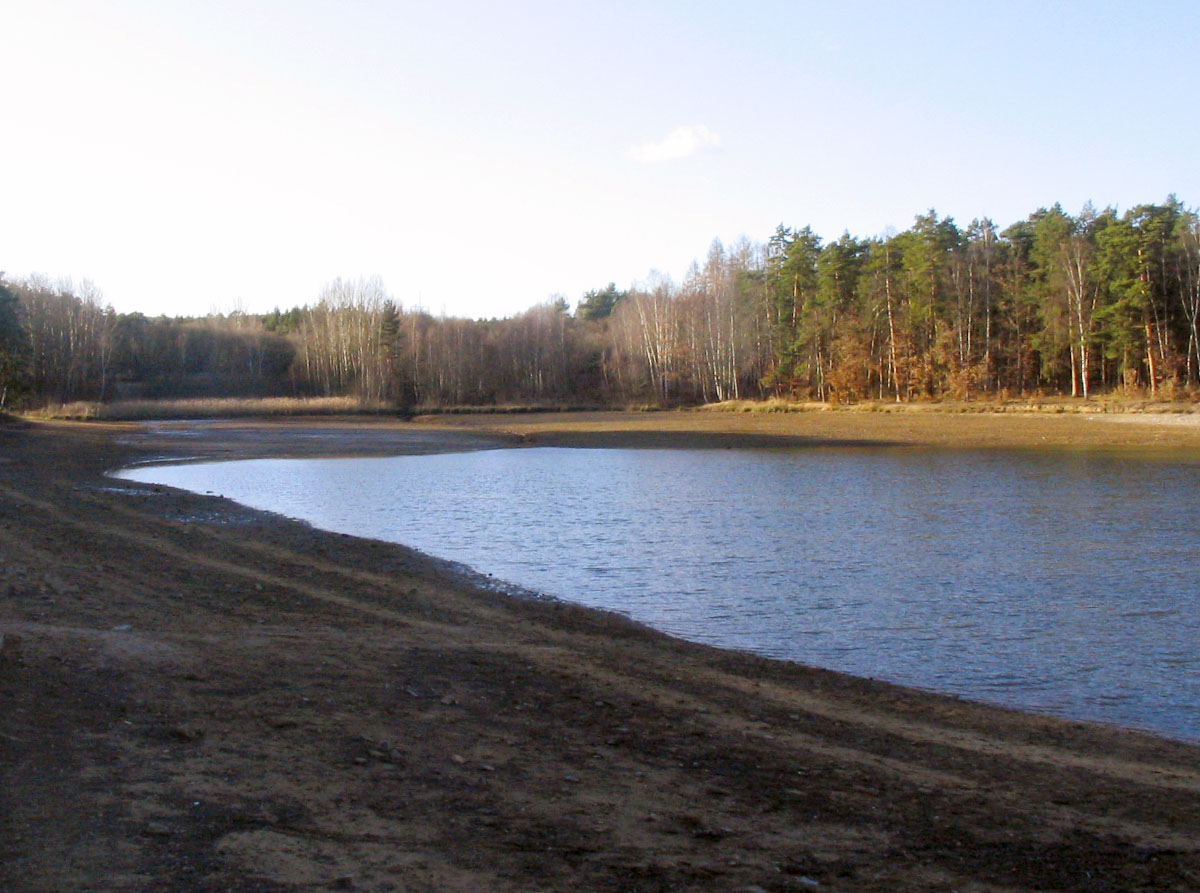
Severozápadní konec rybníka
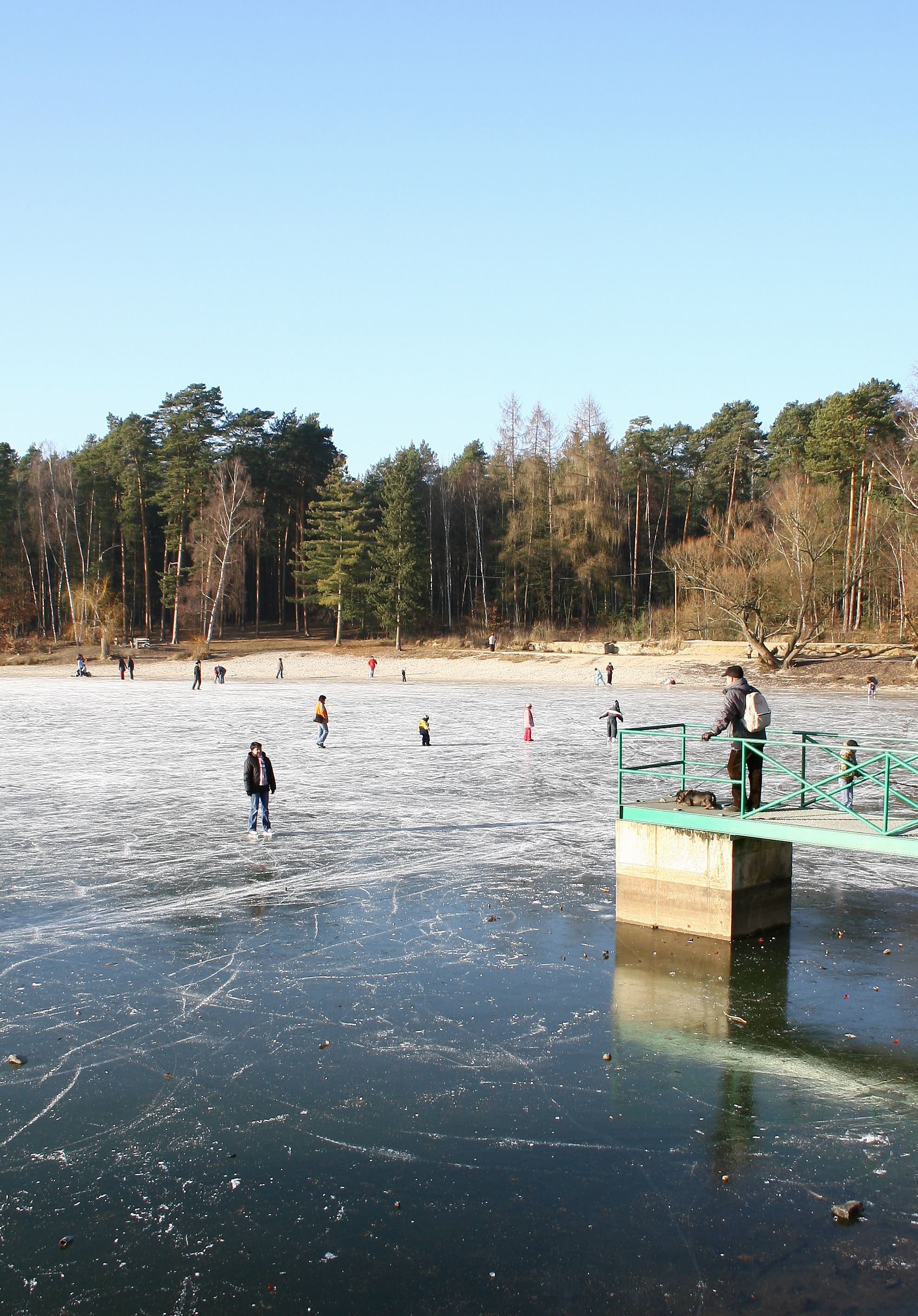
Zamrzlý rybník, pohled od hráze k severnímu břehu
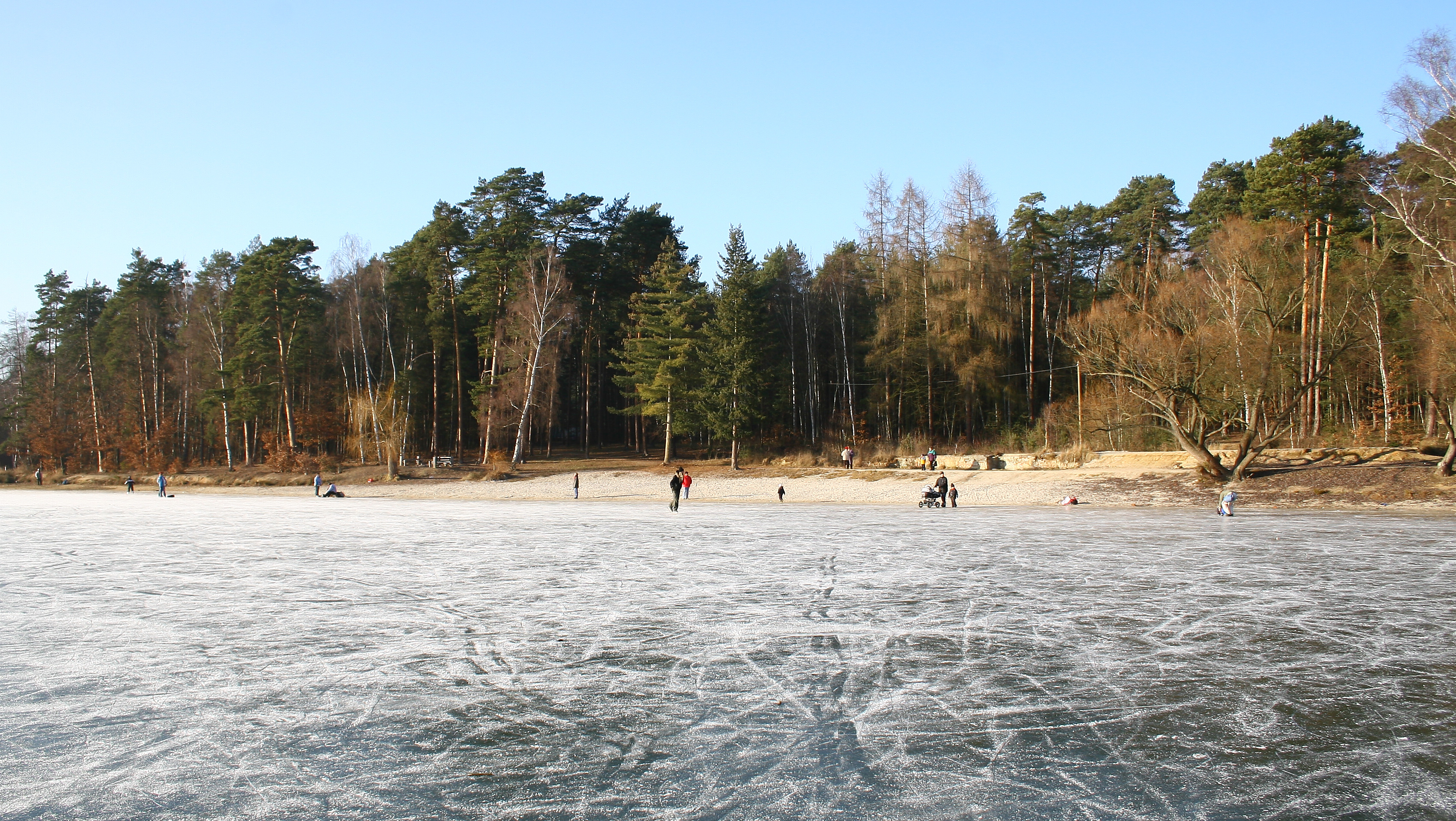
Severní břeh s písčitou pláží a zbytky ozdravovny